# Prey (videoigra)
Prey je znanstvenofantastična prvoosebna strelska videoigra razvijalcev Human Head Studios, ki je izšla v založbi 2K Games za MS Windows ter v založbi Venom Games za Xbox 360. Igra je izšla 11. julija 2006 v Severni Ameriki, tri dni zatem pa še v Evropski uniji. Kot igralni pogon je uporabljen nadgrajeni id Tech 4, na katerem slonijo predvsem uprizoritve črvin oz. portalov in spremenljive gravitacije. 
Igralec prevzame vlogo Čerokija Domasija »Tommyja« Tawodija, avtomehanika in bivšega vojaka Ameriške vojske. Tawodija, njegovo dekle in starega očeta ter številne ljudi na jugovzhodnem delu ZDA ugrabijo nezemljani, za katere se izkaže, da so del t. i. Krogle (angl. Sphere), vesoljske ladje velikanskih razsežnosti, ki deluje kot medgalaktični zajedavec in na svoji poti izrablja tako živi kot neživi material planetov. Tawodi se mora navkljub številčni premoči spopasti s sovražnimi nezemljani ter uničiti celotno ladjo, preden ta opustoši celotno Zemljo.
Razvoj igre je potekal od leta 1995 in je med tem doživel številne spremembe, predvsem v zvezi z zgodbo in prizoriščem. Igra je prejela v glavnem pohvale kritikov in je bila prodajni uspeh, saj je bilo prodanih več kot milijon izvodov v prvih dveh mesecih po izidu.